# Logan Shaw
Logan Shaw (* 5. Oktober 1992 in Glace Bay, Nova Scotia) ist ein kanadischer Eishockeyspieler, der seit Juli 2022 bei den Toronto Marlies aus der American Hockey League unter Vertrag steht. In der National Hockey League (NHL) spielte der Flügelstürmer bereits für die Florida Panthers, Anaheim Ducks, Canadiens de Montréal, Winnipeg Jets und Ottawa Senators.

## Karriere

### Jugend
Logan Shaw wurde in Glace Bay geboren und begann im Alter von drei Jahren mit dem Eishockeyspielen. In seiner Jugend spielte er für die Cape Breton Tradesmen im nahe gelegenen Sydney, ehe er im Entry Draft der Ligue de hockey junior majeur du Québec (LHJMQ) an 12. Position von den Cape Breton Screaming Eagles ausgewählt wurde und somit weiterhin in unmittelbarer Nähe seiner Heimat aktiv war. Als Rookie absolvierte Shaw 49 Spiele für die Screaming Eagles, in denen er auf acht Scorerpunkte kam. Zudem vertrat er das Team Canada Atlantic bei der World U-17 Hockey Challenge 2009.
In den folgenden Spielzeiten steigerte der Angreifer seine persönliche Statistik stetig, wobei die Mannschaft allerdings in seinem Draftjahr eine sportlich enttäuschende Saison spielte und auf nur 18 Siege in 68 Spielen kam. Trotzdem wurde Shaw im NHL Entry Draft 2011 an 76. Position von den Florida Panthers ausgewählt. Erwartungsgemäß kehrte er vorerst in die LHJMQ zurück, wurde jedoch im Januar 2012 von den Screaming Eagles an die Remparts de Québec abgegeben, wobei im Gegenzug Raphaël Corriveau und Simon Desmarais nach Cape Breton wechselten. In der folgenden Saison 2012/13 erreichte Shaw erstmals einen Punkteschnitt von über 1,0 pro Spiel (68 in 67) und führte die Remparts mit einer Plus/Minus-Statistik von +30 an. Zugleich schied er altersbedingt aus der LHJMQ aus, sodass ihn die Florida Panthers im April 2013 mit einem Einstiegsvertrag ausstatteten.

### Florida, Anaheim und Montréal
Erwartungsgemäß begann Shaw die Saison 2013/14 bei den San Antonio Rampage in der American Hockey League (AHL), dem Farmteam der Panthers. Bereits nach sieben Spielen wurde er jedoch vorerst in die drittklassige ECHL zu den Cincinnati Cyclones geschickt, wo er in der Folge in 20 Spielen auf 18 Scorerpunkte kam und im Anschluss wieder zu den Rampage in die AHL berufen wurde. Dort beendete Shaw die Saison mit 47 Einsätzen und acht Scorerpunkten, ehe er für weitere 24 Playoff-Einsätze nach Cincinnati zurückkehrte und dabei mit der Mannschaft im Finale um den Kelly Cup an den Alaska Aces scheiterte. Nachdem er in der Vorbereitung auf die Spielzeit 2014/15 erneut an die Rampage abgegeben wurde, verbrachte er eine komplette Saison in San Antonio und erzielte dabei 13 Tore sowie zwölf Vorlagen.
Auch die Saison 2015/16 begann er der Angreifer in der AHL, beim neuen Farmteam der Panthers, den Portland Pirates. Allerdings wurde er bereits Ende Oktober erstmals ins NHL-Aufgebot der Panthers berufen und gab somit am 30. Oktober 2015 gegen die Boston Bruins sein Debüt in der National Hockey League. Im Anschluss kehrte er bis Ende November nochmals in die AHL zurück, ehe er sich im Kader der Panthers etablierte und fortan regelmäßig zum Einsatz kam. Nachdem er zu Beginn der Saison 2016/17 aber wieder ausschließlich in der AHL gespielt hatte, wurde er Mitte November 2016 im Tausch für Michael Sgarbossa zu den Anaheim Ducks transferiert. Dort stand der Angreifer regelmäßig im NHL-Aufgebot, bis er im Januar 2018 über den Waiver in die AHL geschickt werden sollte. Dabei wurde er von den Canadiens de Montréal verpflichtet, die ihn jedoch am Ende der Saison 2017/18 mit keinem weiterführenden Vertrag ausstatteten.

### Über die AHL nach Winnipeg und Ottawa
Somit war der Kanadier ab Juli 2018 auf der Suche nach einem neuen Arbeitgeber war. Diesen fand er im Oktober 2018 zunächst in den San Diego Gulls aus der AHL, für die er bereits während seines Engagements in Anaheim kurzzeitig aktiv war. Einen Monat später erhielt Shaw von den Winnipeg Jets einen neuen NHL-Vertrag, der auch für die AHL Gültigkeit besaß und bis zum Saisonende im Sommer 2019 datiert war. Anschließend wurde dieser um ein weiteres Jahr verlängert. Nach der Spielzeit 2019/20 wechselte er als Free Agent zu den Ottawa Senators. Dort war er bis Juli 2022 aktiv, als er einen auf die AHL beschränkten Dreijahresvertrag bei den Toronto Marlies unterzeichnete.

## Erfolge und Auszeichnungen
- 2019 Teilnahme am AHL All-Star Classic
- 2023 Teilnahme am AHL All-Star Classic
- 2023 Fred T. Hunt Memorial Award
- 2025 Teilnahme am AHL All-Star Classic

## Karrierestatistik
Stand: Ende der Saison 2023/24

### International
Vertrat Kanada bei:
- World U-17 Hockey Challenge 2009

(Legende zur Spielerstatistik: Sp oder GP = absolvierte Spiele; T oder G = erzielte Tore; V oder A = erzielte Assists; Pkt oder Pts = erzielte Scorerpunkte; SM oder PIM = erhaltene Strafminuten; +/− = Plus/Minus-Bilanz; PP = erzielte Überzahltore; SH = erzielte Unterzahltore; GW = erzielte Siegtore; 1 Play-downs/Relegation; Kursiv: Statistik nicht vollständig)